# 塞萊斯廷 (印第安納州)
塞萊斯廷（英語：Celestine）是位於美國印第安納州杜波伊斯縣的一個非建制地區。該地的面積和人口皆未知。